# Chinese Taipei Open 2003
Die Chinese Taipei Open 2003 im Badminton fanden vom 4. bis zum 9. November 2003 in der National Taiwan University in Taipeh statt. Das Preisgeld betrug 150.000 US-Dollar. Das Turnier hatte damit einen Vier-Sterne-Status im Grand Prix.

## Sieger und Platzierte
| Disziplin    | Gold                       | Silber                     | Bronze                                  |
| ------------ | -------------------------- | -------------------------- | --------------------------------------- |
| Herreneinzel | Wong Choong Hann           | Sony Dwi Kuncoro           | Kenneth Jonassen                        |
| Herreneinzel | Wong Choong Hann           | Sony Dwi Kuncoro           | Lee Hyun-il                             |
| Dameneinzel  | Mia Audina                 | Pi Hongyan                 | Jun Jae-youn                            |
| Dameneinzel  | Mia Audina                 | Pi Hongyan                 | Wang Chen                               |
| Herrendoppel | Ha Tae-kwon Kim Dong-moon  | Eng Hian Flandy Limpele    | Alvent Yulianto Luluk Hadiyanto         |
| Herrendoppel | Ha Tae-kwon Kim Dong-moon  | Eng Hian Flandy Limpele    | Lars Paaske Jonas Rasmussen             |
| Damendoppel  | Lee Kyung-won Ra Kyung-min | Hwang Yu-mi Lee Hyo-jung   | Ann-Lou Jørgensen Rikke Olsen           |
| Damendoppel  | Lee Kyung-won Ra Kyung-min | Hwang Yu-mi Lee Hyo-jung   | Mia Audina Lotte Bruil-Jonathans        |
| Mixed        | Kim Dong-moon Ra Kyung-min | Vita Marissa Nova Widianto | Kim Yong-hyun Lee Hyo-jung              |
| Mixed        | Kim Dong-moon Ra Kyung-min | Vita Marissa Nova Widianto | Sudket Prapakamol Saralee Thungthongkam |

## Finalergebnisse
| Disziplin    | Sieger                     | Finalist                   | Ergebnis          |
| ------------ | -------------------------- | -------------------------- | ----------------- |
| Herreneinzel | Wong Choong Hann           | Sony Dwi Kuncoro           | 3-15, 15-7, 15-4  |
| Dameneinzel  | Mia Audina                 | Pi Hongyan                 | 10-13, 11-2, 11-3 |
| Herrendoppel | Ha Tae-kwon Kim Dong-moon  | Eng Hian Flandy Limpele    | 15-4, 15-1        |
| Damendoppel  | Ra Kyung-min Lee Kyung-won | Hwang Yu-mi Lee Hyo-jung   | 15-9, 15-8        |
| Mixed        | Kim Dong-moon Ra Kyung-min | Nova Widianto Vita Marissa | 15-7, 15-5        |